# Literarni menedžer
Literarni menedžer (pogosto tudi sinonim za "založniškega menedžerja") je vrsta agenta, ki uradno zastopa scenariste, pisatelje ali pesnike ter njihova ustvarjena dela. Menedžerji se od literarnih agentov razlikujejo v tem, da imajo manj klientov, le-te pa tretirajo bolj osebno. Če ima agent od 20-40 klientov, jih ima menedžer polovico manj. Menedžerji poleg osebnega pristopa klientom posvetijo več časa - tako pri iskanju novih sestankov, kot dogovarjanju o prodaji. Močno so vpeti tudi v družinsko problematiko klienta.
Scenaristi imajo navadno agente in menedžerje. Odvisno od primera do primera, a navada je, da na primer nekega scenarista zastopajo agenti na področju filma, drugi na področju televizije, s tem pa si preprečujejo, da bi si hodili v lase in imeli možnost krasti provizijo.